# Batkiv, Radîvîliv
Batkiv (în ucraineană Батьків) este un sat în comuna Nemîrivka din raionul Radîvîliv, regiunea Rivne, Ucraina.

## Demografie
Componența lingvistică a localității Batkiv
     Ucraineană (99,83%)
     Alte limbi (0,17%)
Conform recensământului din 2001, majoritatea populației localității Batkiv era vorbitoare de ucraineană (99,83%), existând în minoritate și vorbitori de alte limbi.